# راندولف تورپین
راندولف تورپین (انگلیسی: Randolph Turpin; ۷ ژوئن ۱۹۲۸ – ۱۷ مهٔ ۱۹۶۶) بوکسور اهل بریتانیا بود.